# Inverness Highlands South
Inverness Highlands South – jednostka osadnicza w Stanach Zjednoczonych, w stanie Floryda, w hrabstwie Citrus.